# معهد الكونسرفتوار (كاليفورنيا)
معهد الكونسرفتوار هو معهد في كاليفورنيا يُعنى بتدريس الموسيقى. وبه العديد من التخصصات.

## قسم البيانو
• الاختصاص – العزف على البيانو + مواد دراسية غير الزامية
• الاختصاص – العزف على الارغن + مواد دراسية غير الزامية

## قسم الاوركسترا
• الاختصاص – العزف على الالآت (الالآت الوترية – الكمان والفيولا والفيولونسيل والكونتراباس والقيثارة)+ مواد دراسية غير الزامية
• الاختصاص «العزف على الآت النفخ الهوائية والايقاعية- الفلوت والاوبوا والكلارنيت والفاغوت والفالتورن والبوق والترومبون والتوبا، الالآت الايقاعية»+ مواد دراسية غير الزامية.

## القسم التاريخي والنظري
• الاختصاص «دراسات موسيقية» + مواد دراسية غير الزامية

## قسم التأليف الموسيقي
• الاختصاص«التأليف» + مواد دراسية غير الزامية.

## قسم قيادة الاوركسترا
• الاختصاص «قيادة الاوركسترا» (قيادة الكورال الأكاديمي)+ مواد دراسية غير الزامية
• الاختصاص «قيادة الاوركسترا»(قيادة الاوركسترا السيمفونية والاوبرالية)

## قسم الغناء
• الاختصاص «فن الغناء» (الغناء الأكاديمي) + مواد دراسية غير الزامية

## قسم فن الاداء التاريخي والحديث
• الاختصاص «العزف على آلة» (البيانو)
• الاختصاص «الاداء التاريخي»(الكلافيسين، المفاتيح الدقاقة، النفاتيح الرومانسية، الارغن – بوزيتيف)
• الاختصاص «العزف على آلة» (الالآت الوترية في الاوركسترا – الكمان، الفيولا، الفيولونسيل).
• الاختصاص «العزف على آلة» (الآت النفخ الهوائية والايقاعية في الاوركسترا – الفلوت والكلارنيت والالآت الايقاعية) + مواد دراسية غير الزامية.

## الروابط الخارجية
- معهد الكونسرفتوار على موقع IMDb (الإنجليزية)

http://www.beit-almusica.org/category.aspx?
http://ar-ar.facebook.com/ramiconserftwar?sk=info